# エルフリングネース島

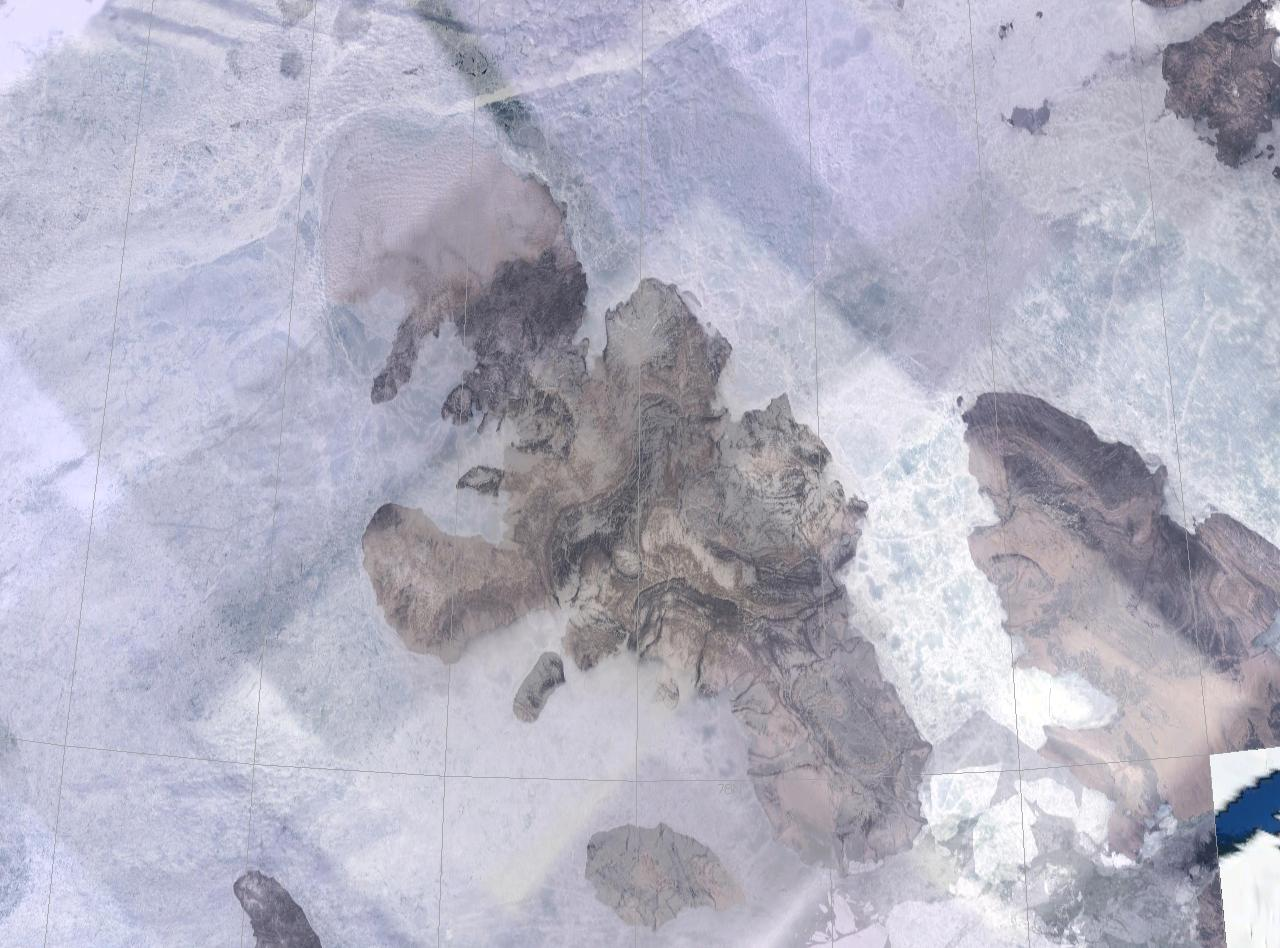
エルフリングネース島の衛星写真

エルフリングネース島（Ellef Ringnes Island）はクイーンエリザベス諸島を構成する島の一つ。無人島。カナダ・ヌナブト準州に属する。西にボーデン島、東にアマンドリングネス島がある。島の南にアイゼクセンという町があったが、現在は無人の気象観測所になっている。島の西端にはアイゼクセン岬がある。面積11,295km2。島の最高地点の標高は260m。
島の名前は、ノルウェーの北極探検家オットー・スヴェルドルップが、ノルウェーのオスロにあるリングネス醸造所の経営者で、スポンサーのエルフ・リングネースにちなんで命名した。
この島は1902年から1930年の間、ノルウェーが領有権を主張していた。
1994年に、北上を続ける北磁極がエルフリングネス島の西部を通過した。
座標: 北緯78度30分 西経102度00分 / 北緯78.5度 西経102度